# 哈尔斯莱本
哈尔斯莱本（德語：Harsleben，發音：[ˈhaʁsˌleːbn̩]）是德国萨克森-安哈尔特州哈茨县的市镇，面积27.86平方千米，2023年12月31日人口为2,186人。